# Nicky Romero
Nick Rotteveel, mer känd under sitt artistnamn Nicky Romero, född 6 januari 1989 i Amerongen, uppväxt i Utrecht, är en nederländsk DJ, musiker och musikproducent. Han har bland annat samarbetat med DJ:s som Tiësto, Fedde le Grand, Sander van Doorn, David Guetta, Calvin Harris, Armand Van Helden, Avicii och Hardwell.
Nicky Romero har sitt skivbolag "Protocol Recordings" där han på "Protocol Radio" släpper en episod varje vecka med ett antal låtar.